# Democratische Federatie van Hongaarse Vrouwen
De Democratische Federatie van Hongaarse Vrouwen (Hongaars: Magyar Nők Demokratikus Szövetsege, MNDSZ) werd in augustus 1945 opgericht als Hongaarse vrouwenbeweging.
De MNDSZ stond na haar oprichting onder leiding van Júlia Rajk en de vrouw van president Zoltán Tildy. Hoewel de MNDSZ onder communistische invloed stond, was het geen communistische vrouwenbeweging, daar er ook tal van niet-communistische vrouwen (zoals mevr. Tildy) in het bestuur van de MNDSZ actief waren. 
In 1948 werd mevr. Tildy van haar functie als bestuurder van de MNDSZ ontheven en samen met haar man, president Zoltán Tildy, onder huisarrest geplaatst (tot 1956). In 1949 werd de man van Júlia Rajk, de communistische minister van Binnenlandse Zaken László Rajk, gearresteerd. Na de executie van haar man (beschuldigd van "titoïsme") werd Rajk tot 5 jaar gevangenisstraf veroordeeld.
Na de uitschakeling van het bestuur van de MNDSZ zorgde de communistische partij MDP ervoor dat er een nieuw, aan de communistische partij loyaal, bestuur aan het hoofd van de MNDSZ kwam te staan.
De MNDSZ had als voornaamste taak de emancipatie van de vrouw door haar te bewegen werk buiten haar huis te gaan zoeken. De MNDSZ zorgde dan voor crèches en kinderopvang voor de kinderen van de werkende vrouw. Later lanceerde de MNDSZ campagnes om kleding en speelgoed in te zamelen om die met Kerst te schenken aan de kinderen van minderbedeelden. Daarnaast hield de MNDSZ zich bezig met vrijwilligerswerk ten bate van de oorlogsveteranen. 
Naast allerlei charitatieve activiteiten en de activiteiten in het kader van vrouwenemancipatie, hielden de plaatselijke afdelingen van de MNDSZ leerhuizen om vrouwen te doordringen van de ideeën van het marxisme-leninisme.
In 1970 hief de regering de MNDSZ op en verving haar door de Nationale Raad van Hongaarse Vrouwen (MNOT). Volgens de communistische partij kreeg de nieuwe MNOT een "professioneler karakter" dan de oude MNDSZ. In feite was deze MNOT nog afhankelijker van de besluiten van het Centraal Comité van de communistische Hongaarse Socialistische Werkerspartij dan de MNDSZ.